# Paradise (serie de televisión)
Paradise es una serie de televisión estadounidense de drama creada por Dan Fogelman y protagonizada por Sterling K. Brown, Julianne Nicholson y James Marsden. Su estreno originalmente estaba previsto en Hulu para el 28 de enero de 2025. Sin embargo, se estrenó el primer episodio el 26 de enero de 2025, tanto en Hulu como en Disney+.

## Premisa
Ambientada en un búnker subterráneo del tamaño de una ciudad en Colorado, tres años después de un evento apocalíptico, la serie sigue al agente del Servicio Secreto de los Estados Unidos, Xavier Collins, mientras busca descubrir la verdad detrás del asesinato del Presidente de los Estados Unidos.

## Elenco

### Principal
- Sterling K. Brown como Xavier Collins
- Julianne Nicholson como Samantha Redmond
- Sarah Shahi como la Dra. Gabriela Torabi
- Nicole Brydon Bloom como la agente Jane Driscoll
- Aliyah Mastin
- Percy Daggs IV
- James Marsden como el Presidente Cal Bradford

### Recurrente
- Jon Beavers como el agente Billy Pace
- Krys Marshall como la agente Robinson
- Cassidy Freeman como la esposa del Presidente Cal Bradford
- Gerald McRaney como el padre del Presidente Cal Bradford

## Episodios
| N.º | Título                               | Dirigido por               | Escrito por                 | Fecha de emisión original | Código de prod. |
| --- | ------------------------------------ | -------------------------- | --------------------------- | ------------------------- | --------------- |
| 1 | «Wildcat is Down»                    | Glenn Ficarra & John Requa | Dan Fogelman                | 26 de enero de 2025       | 1PTV01          |
| El agente Collins sale a correr por la mañana y luego se prepara para su deber como agente del Servicio Secreto. En la residencia del Presidente Bradford, Collins descubre al Presidente muerto y sangrando en el suelo. Collins examina las instalaciones y descubre que la caja fuerte del Presidente ha sido asaltada. También examina las grabaciones de seguridad y descubre que se congelaron unas horas después de su último contacto con el Presidente vivo. Collins sospecha que la agente Robinson, que también es la amante del Presidente, ha cometido un delito. Collins pide al Agente Billy que compruebe el perímetro exterior de la casa del Presidente antes de pedir a la Agente Jane que active un Código Rojo. Flashbacks muestran que el Presidente Bradford reclutó personalmente al Agente Collins para ser el Jefe del Servicio Secreto, y que una vez Collins recibió un disparo en nombre del Presidente salvándole la vida. Cuando Collins se reincorporó al servicio tras la operación y el reposo, el Presidente Bradford reveló un proyecto de alto secreto que se estaba construyendo en el interior de las montañas de Colorado, en preparación para un acontecimiento de nivel de extinción. Un flashback de la noche anterior a la muerte muestra que Collins estaba resentido con el Presidente por una razón no aparente, y le dijo al Presidente que perdonaría a Bradford cuando volviera a dormir, y que volvería a dormir cuando Bradford estuviera muerto. La salida muestra un cartel digital que indica que el amanecer se retrasa dos horas debido a un mantenimiento programado, y un sobrevuelo revela que están viviendo dentro de una construcción abovedada en el interior de una montaña, con una gran y potente fuente de luz que suministra luz solar artificial al asentamiento. |                                      |                            |                             |                           |                 |
| 2 | «Sinatra»                            | Glenn Ficarra & John Requa | Dan Fogelman & Katie French | 28 de enero de 2025       | 1PTV02          |
| En un flashback, Samantha Redmond lleva a un equipo de personas brillantes a una excavación secreta en el interior de una montaña y les pide que le construyan una ciudad. En el presente, el agente Collins sueña con un recuerdo en el que habla con su esposa a través de un teléfono por satélite antes de que el destello blanco de una explosión le ciegue a través de las ventanillas del avión. Collins despierta y la agente Robinson se lo lleva para interrogarlo. En el camino, Collins pregunta por qué la amante del Presidente dirige la investigación, a lo que Robinson responde que tiene una coartada sólida. En el interrogatorio con un equipo detector de mentiras, Collins dice abiertamente que Robinson se acostaba con el Presidente, y Robinson pregunta a Collins si asesinó al Presidente. Después de que éste responda que no, Robinson le pide a Collins que repase el suceso. La Dra. Torabi les interrumpe y pide a Robinson que se marche. Entonces le pregunta a Collins si una parte de él se alegra de que el Presidente haya muerto, y le incita a responder que sí con una nota en la mano. La Dra. Torabi le dice a Redmond que Collins está diciendo la verdad, ya que no admitiría que odia al Presidente si lo hubiera asesinado y está mintiendo. El público es convocado al ayuntamiento donde se anuncia la muerte del Presidente y se toma juramento a un nuevo Presidente. Un flashback muestra al entonces senador Bradford reunido con Redmond en una conferencia en la que un orador intenta advertir de que el mundo se acabará por causas naturales, pero es recibido por un auditorio casi vacío. Redmond pregunta al orador qué deberían hacer, a lo que éste responde que cavar un agujero en una montaña y meterse dentro. En el ayuntamiento, Collins le dice a Billy que sospecha de Redmond (apodada Sinatra) y que planea acabar con ella. |                                      |                            |                             |                           |                 |
| 3 | «The Architect of Social Well-Being» | Gandja Monteiro            | Jason Wilborn               | 28 de enero de 2025       | 1PTV03          |
| Los agentes Collins y Pace salen a correr para discutir la situación, donde Collins le advierte a Pace que tenga cuidado. Collins irrumpe en la oficina del Dr. Torabi para preguntarle por qué le dijo que dijera que sí, a lo que ella le pide que dé un paseo. Un patólogo realiza una autopsia al cuerpo del presidente e informa que el arma es un objeto contundente y que los resultados del ADN tardarán uno o dos días. El Dr. Torabi le dice a Collins que el presidente parecía perturbado una semana antes de su muerte. Luego le pide a Collins que le cuente sobre su padre. Un flashback muestra a Collins informándole a su padre que su esposa está embarazada. En otro flashback, le pide a su padre que se jubile debido a la aparición del Parkinson. Por orden de Redmond, Robinson pide averiguar sobre los apagones de las cámaras mediante huellas digitales. Pace y Driscoll parecen preocupados por ser atrapados y el agente Brooks los escucha. Al nuevo presidente le preocupa que su propia vida corra peligro. En un restaurante, Collins cuenta la historia de cómo le dijo a su padre que presentó la jubilación de su padre en contra de sus deseos. Robinson intenta impresionar a Redmond atrapando a Pace y Driscoll con la huella digital, pero la decepciona cuando confiesan que lo estuvieron haciendo durante varios meses para jugar con la Wii del presidente y otros sistemas de entretenimiento durante la noche mientras él dormía, admitiendo que pensaban que su trabajo era redundante dado que el mundo se había acabado y vivían dentro de un búnker. La Dra. Torabi comparte que seleccionó especialmente a Collins para el trabajo que el Presidente le asignó. Comienzan una aventura cuando se bañan juntos, donde ella le susurra que tiene un mensaje del presidente y que el agente Billy Pace es peligroso. Pace espera afuera de la residencia de Collins con un revólver. |                                      |                            |                             |                           |                 |
| 4 | «Agent Billy Pace»                   | Gandja Monteiro            | Scott Weinger               | 4 de febrero de 2025      | 1PTV04          |
| El pasado de Billy se revela a través de una serie de flashbacks, que muestran su crianza abusiva con su tío, quien le inculcó la filosofía de nunca dudar. Esta lección define la vida de Billy, desde matar a su tío en lugar de a su perro, hasta sobrevivir en un centro de detención juvenil y convertirse en un mercenario despiadado. En el búnker, Billy forma un vínculo inesperado con Xavier después de presenciar el caos del colapso del mundo. Con el tiempo, acepta la nueva normalidad del búnker y la ve como una segunda oportunidad. Xavier finalmente le presenta a su familia y Billy se convierte en el "tío Billy" para los niños. Tres meses después, Billy le sugiere a Cal que la gente necesita cerrar el mundo exterior. Esto conduce a una expedición a la superficie, incluida Susan Donnelly, pero ninguno de ellos regresa. En el presente, Xavier comienza a dudar de Billy después de encontrar inconsistencias en su pasado y recibir una advertencia de Cal a través de Gabriela. Cuando lo confrontan en el carnaval anual del búnker, Billy niega estar involucrado en la muerte de Cal, pero se siente herido por la sospecha de Xavier. A través de más flashbacks, se revela que Billy fue enviado para eliminar a los científicos. Antes de matar a Susan, ella le dice que la superficie no es tan inhabitable como les hicieron creer: el aire es respirable. Billy, al darse cuenta de que se les oculta la verdad a los residentes del búnker, luego se enfrenta a Samantha y le exige que deje en paz a Xavier y su familia. Samantha lo despide, recordándole que su único propósito es servir como su ejecutor. Billy planea contarle todo a Xavier, pero elige pasar una última noche con la familia Collins. Cuando regresa a casa, su novia Jane lo está esperando. Se revela que está trabajando para Samantha y envenena a Billy, matándolo antes de que pueda revelar la verdad. |                                      |                            |                             |                           |                 |
| 5 | «"In the Palaces of Crowned Kings"»  | Hanelle Culpepper          | Stephen Markley             | 11 de febrero de 2025     | 1PTV05          |
| Washington D. C. está sumergido bajo 500 pies (150 m) de océano. En 1997, Bradford le dice a su padre que quería ser maestro, pero su padre lo obliga a dedicarse a la política. En el presente, Collins sospecha que están instalando una cámara en su farola. Los flashbacks muestran que Jeremy despreciaba a su padre por ser cómplice de permitir que solo los multimillonarios sobrevivieran al apocalipsis, pero luego habla amablemente en el funeral presidencial de su padre. Robinson le dice a Collins que las muestras de ADN de la escena del crimen desaparecieron, sospechando de Redmond. En un flashback, Bradford accede a los archivos de su tableta que describen una posible erupción supervolcánica causada por la desglaciación en la Antártida y sus efectos sociales, incluido un ataque nuclear, pero descubre que no tiene acceso a los archivos de la tableta relacionados con la expedición a la superficie. Bradford usa la huella de la mano de su padre dormido para obtener acceso, y se entera de que a Pace se le ordenó matar a los científicos; se enfrenta a Redmond, quien le advierte que lo mantenga en secreto. En el que acabó siendo su último día, Bradford de repente hizo un CD de archivos de música para Jeremy, pero se ve despreciado en su esfuerzo por pasar tiempo juntos. Esa noche, Bradford le dice a Robinson dónde y cómo acceder a un arsenal de armas, prohibido en el asentamiento; más tarde, habla con su padre sobre un marcador utilizado como señal secreta con su madre (ya fallecida). Después del funeral, Collins y Driscoll encuentran a Pace muerto en su casa y Driscoll finge dolor. Robinson le habla a Collins sobre las armas y planean acabar con Redmond. El padre de Bradford, que sufre demencia, cree que Jeremy es Cal y se disculpa por cómo lo trató, diciendo que Cal era un buen hombre. Collins habla a Presley sobre el tío Billy y le pide que empaque una maleta y vaya a buscar a su hermano, pero se la ve mirando la tableta del presidente, escondida debajo de su cama. Siguiendo las instrucciones de Collins, Carl codifica un mensaje en una computadora, que aparece en rojo en la cúpula nocturna: "Te están mintiendo". |                                      |                            |                             |                           |                 |
| 6 | «"You Asked for Miracles"»           | Hanelle Culpepper          | Gina Lucita Monreal         | 18 de febrero de 2025     | 1PTV06          |
| Los flashbacks muestran la vida anterior de Collins con su esposa, y como parte del equipo de seguridad del Presidente, donde una vez le mostró al Presidente la ruta más rápida desde el Despacho Oval hasta el búnker de la Casa Blanca. Durante el recorrido, Collins le pregunta a Bradford sobre lo que sucederá, pero Bradford se niega a compartir más detalles. Le promete a Collins que recogería a la esposa de Collins. En el presente, la Dra. Torabi se reúne con Collins en el restaurante para averiguar qué está sucediendo. Mientras tanto, Robinson asalta el escondite de armas letales y lo vacía. Cuando Robinson alerta a Collins, se corta la pulsera frente a la Dra. Torabi y declara la guerra a Redmond. En la estación de control, Redmond intenta rastrear a Collins y sus hijos, pero sus rastreadores están fuera de línea. Ella envía a Driscoll para encontrar a los niños. Collins se reúne con Robinson, quien ha comenzado a reunir un equipo. El mensaje en la cúpula cambia a "¿Quieres saber la verdad?". Jeremy se ofrece a ayudar a Presley pidiéndole a su abuelo que desbloquee la tableta, donde descubren los secretos que Collins sabe y deciden contárselo al público. Collins da un discurso para animar al equipo a unirse a su causa. Mientras tanto, la sala de juntas entra en pánico al saber que el escondite de armas ha sido allanado. Ocultando las armas del público, Collins, Robinson y su equipo comienzan una cuenta regresiva en la cúpula y luego disparan bengalas de señuelo a la ventana de la estación de control. Esto inquieta a Redmond, quien pide que se reinicie la iluminación de la cúpula. Mientras el asentamiento se ha sumido en la oscuridad, Redmond y los otros miembros multimillonarios de la junta recogen a sus familias y se dirigen a un búnker. Sin embargo, el búnker es emboscado por el equipo de Robinson. Al darse cuenta de lo que está sucediendo, la Dra. Torabi redirige a Redmond y a ella misma a una casa. Collins los sigue y se enfrenta a la Dra. Torabi en el porche cuando las luces de la cúpula se vuelven a encender. Cuando se enfrenta a Redmond en la casa, ella admite haber asesinado a Pace y luego le ofrece a Collins la oportunidad de encontrar a su esposa, que aún está viva.                                                       |                                      |                            |                             |                           |                 |
| 7 | «"The Day"»                          | —                          | John Hoberg                 | 25 de febrero de 2025     | 1PTV07          |
| Los flashbacks muestran el día de la erupción supervolcánica de la Antártida, que funde instantáneamente miles de kilómetros cúbicos de hielo, cuasando un megatsunami que rodea todo el mundo. Esto pilla de improviso al gobierno de los Estados Unidos, ya que los análisis científicos habían previsto semanas de aviso, no minutos, y la Casa Blanca comienza su plan de evacuación. Cuando Collins se entera de que su esposa Teri está atrapada en el aeropuerto de Atlanta intenta asegurar para ella una plaza en un vuelo militar. Sin advertirlo, alerta a personal no autorizado de la Casa Blanca de que su familia se salvará mientras que las de ellos no. Un Bradford que se siente culpable decide dirigirse en directo a la nación para que la gente decida cómo pasar sus últimos momentos. Dándose cuenta de que esto hará estallar una violencia desesperada en el personal abandonado de la Casa Blanca, Collins y Robinson dirigen a los agentes para que evacúen a Bradford a toda prisa, disparando a varios miembros del personal. Al llegar al Air Force One Collins culpa a Bradford por mantener en secreto el desastre inminente y por abandonar a Teri sin esperanzas de evacuación. Bradford le dice a Collins que suba al avión para estar allí con sus hijos, que han sido evacuados con seguridad. Los aviones que llevan al Tribunal Supremo, al Congreso y la Junta de Jefes de Estado Mayor se estrellan o se dañan demasiado para continuar. Rusia y China lanzan armas nucleares en una carrera para reclamar lo que quede de los recursos de la Tierra. De camino a Colorado, Bradford da a Collins un teléfono por satélite para que pueda despedirse de Teri. Bradford activa una red PEM secreta instalada después de la Crisis de los misiles de Cuba para desactivar todas las armas nucleares al coste de liquidar toda la electrónica del mundo. Redmond insiste en lanzar armas nucleares para que los condenados tengan una muerte rápida, pero Bradford le dice que la PEM dará a los supervivientes una oportunidad para luchar. En el presente, Redmond revela a Collins que se utilizó la PEM y que, de este modo, Atlanta no fue destruida por los misiles. Pone en marcha una grabación de Teri buscando a su familia y después exige a Collins que se rinda si quiere ver de nuevo a Presley y Teri. |                                      |                            |                             |                           |                 |
| 8 | «"The Man Who Kept the Secrets"»     | —                          | Nadra Widatalla             | 4 de marzo de 2025        | 1PTV08          |
| Doce años antes del día de hoy un gestor de proyecto exige que se pare la construcción del refugio a causa de que la arsenopirita está envenenando a los obreros, pero en lugar de ello es despedido y se le impide el acceso al lugar. Contrariado y al tanto de la predicción de la destrucción inmimente, se infiltra en una conferencia de prensa en los jardines de la Casa Blanca para asesinar al presidente, pero fracasa y en lugar de ello dispara a Collins. En la actualidad, Collins, Robinson y su equipo se rinden y devuelven las armas. Driscoll asegura a Redmond que Presley estará callada, pero se le niega la Wii como premio a su lealtad. Robinson y la Dra. Torabi examinan la lista de llegadas y se enfrentan a la camarera Maggie, la cual confiesa que fue forzada a entrar a hurtadillas en el refugio. Mientras, Collins encuentra notas escondidas por Bradford en los libros de su biblioteca; el bibliotecario Trent lo golpea y lo deja inconsciente y roba las notas. Cuando Collins despierta, Trent relata la historia de cómo intentó asesinar al presidente y escapó de la cárcel. Él y la camarera robaron entonces las identidades del verdadero Trent y su esposa Maggie. Cómodo en principio con la vida en el refugio, el odio del falso Trent hacia el presidente resurgió tras encontrarse con él; Trent entró a hurtadillas en la alcoba del presidente y lo mató con una herramienta de construcción que estaba expuesta en la biblioteca. Trent se marcha y después se suicida frente a Robinson y Collins saltando desde la estación de mantenimiento de la claraboya. Collins se enfrenta a Redmond y exige que le devuelva a su hija. Antes de que Redmond pueda explicarse llega Driscoll y la dispara sin matarla. Presley y Robinson animan a Collins a buscar a su esposa y otros supervivientes utilizando las notas de Bradford. Redmond se está recuperando, Driscoll disfruta de la Wii, Jeremy reúne simpatizantes, el presidente Baines se hace cargo de los repentinamente descabezados multimillonarios y Collins pilota un avión fuera del refugio en busca de su esposa. |                                      |                            |                             |                           |                 |

## Producción

### Desarrollo
En abril de 2023, se anunció que Hulu había ordenado la producción de la serie por 20th Television escrita por Dan Fogelman, que también es productor ejecutivo a través de Rhode Island Ave. Productions, junto con Jess Rosenthal. Sterling K. Brown y John Hoberg también son productores ejecutivos. Brown también protagoniza la serie.

### Selección de reparto
En febrero de 2024, James Marsden se unió al elecon para interpretar al presidente, y Julianne Nicholson y Sarah Shahi también se unieron al elenco. En noviembre de 2024, Nicole Brydon Bloom, Aliyah Mastin y Percy Daggs IV se unieron al elenco.

### Rodaje
El rodaje comenzó bajo el título Paradise City en Los Ángeles en febrero de 2024. Entre los lugares de rodaje figuran Los Ángeles.

## Lanzamiento
Paradise estrenará sus primeros 3 episodios en Hulu y Disney+ a través de Hulu Hub en Estados Unidos, y Disney+ internacionalmente, el 28 de enero de 2025. Sin embargo, la serie tuvo un preestreno del primer episodio el 26 de enero de 2025. También se emitirá en ABC y FX el 29 de enero y el 2 de febrero, respectivamente.

## Recepción
En el sitio web del agregador de reseñas Rotten Tomatoes tiene un índice de aprobación del 80%, basándose en 56 reseñas con una calificación media de 6.5/10. El consenso crítico dice: «Repleta de conceptos y temas embriagadores, Paradise es una reunión sobrecargada pero adictivamente ambiciosa de Sterling K. Brown y el creador Dan Fogelman.» En Metacritic, tiene una puntuación media ponderada de 70 de 100, basada en 26 reseñas, indicando reseñas «generalmente favorables».

## Crítica
Amy Amatangelo de Paste calificó a Paradise con 9 sobre 10 y dijo que muestra el talento de Dan Fogelman para la manipulación emocional, atrayendo a los espectadores con una narrativa atractiva y profundidad emocional. Elogió la actuación de Sterling K. Brown, destacando su capacidad para transmitir una rabia estoica, mientras que James Marsden fue elogiado por su interpretación de un personaje complejo y defectuoso. Amatangelo apreció la mezcla de drama familiar y misterio de ciencia ficción de la serie, con su entorno de sociedad subterránea que ofrece un giro intrigante. Ella afirmó que si bien la premisa del programa puede desmoronarse bajo un escrutinio minucioso, sigue siendo un thriller agradable y de ritmo rápido con actuaciones sólidas y un amor nostálgico por los años 80 y 90.Lucy Mangan de The Guardian le dio al programa 4 de cinco 5 y lo describió como un thriller muy entretenido y que invita a la reflexión, con actuaciones destacadas de Sterling K. Brown y James Marsden. Elogió la mezcla de la serie de un entorno estadounidense clásico y una trama apasionante que se desarrolla a través de flashbacks, donde la investigación sobre la muerte del presidente revela tensiones personales y políticas. Mangan encontró atractiva la narración impulsada por los personajes, con una exploración de la profundidad psicológica, el dolor y la confianza. Ella afirmó que Paradise equilibra una novela policíaca bien elaborada con complejidad emocional y que la actuación de Brown agrega seriedad a la serie.
Josh Rosenberg de Esquire elogió a Paradise por su intrigante mezcla de elementos de ciencia ficción y espionaje político, y encontró refrescante su premisa y su misterioso trasfondo tecnológico, señalando que evoca la sensación de los dramas de ciencia ficción de principios de la década de 2000. Afirmó que si bien la serie podría fallar en su concepto, la reunión de Sterling K. Brown y el creador Dan Fogelman trae una promesa significativa, con la actuación de Brown agregando profundidad al programa. Rosenberg sugirió que Paradise tiene poder de permanencia debido a su ambiciosa narrativa y fuertes actuaciones, aunque reconoció la dificultad de recomendar programas que toman tales riesgos narrativos. Peter Travers de ABC News elogió la actuación de Sterling K. Brown y encontró intrigante la estructura de salto en el tiempo, con la interpretación de James Marsden del presidente asesinado ofreciendo humor y corazón en flashbacks. Afirmó que el entorno distópico del programa y los elementos de telenovela brindan una experiencia de visualización atractiva, aunque a veces confusa. Si bien Paradise no se considera brillante, Travers señaló que es "maravillosamente disfrutable" e ideal para los espectadores que buscan escapismo.